# Joseph Hall (Bischof)

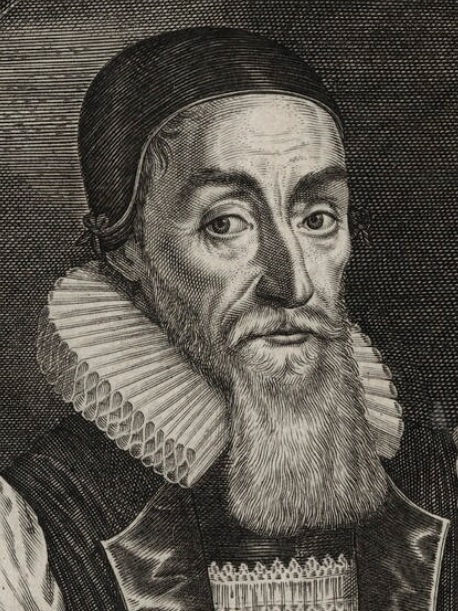
Joseph Hall nach einer Gravur von John Payne (1628)

Joseph Hall (geb. 1. Juli 1574 in Ashby-de-la-Zouch, Leicestershire, England; gest. 8. September 1656 in Higham, Norfolk, England) war ein anglikanischer Theologe, Philosoph, Satiriker und Moralist.

## Leben und Werk
Joseph Hall wurde unter dem Einfluss des Puritanismus an der Ashby School und an der Universität Cambridge ausgebildet. Er war aufeinanderfolgend Rector (Pfarrer) von Hawstead in Suffolk, Prebendary (Pfründner) von Wolverhampton und Dean von Worcester. Von 1627 bis 1641 war er Bischof von Exeter, von 1641 bis 1656 von Norwich.
Seine Zeitgenossen kannten ihn als Andachtsschriftsteller und als einen hochkarätigen Polemiker der frühen 1640er Jahre. In der Kirchenpolitik neigte er zu einem Mittelweg, wobei er einen milden Anglikanismus vertrat, sich allerdings mehrfach in seinen Schriften polemisch gegen Rom wandte.

Ein Zeitgenosse, der Historiker Thomas Fuller, urteilte in seinem The Worthies of England („Die Würdenträger Englands“) über Halls Schaffen: 

„He was commonly called our English Seneca, for the purenesse, plainnesse und fulnesse of his style. Not unhappy at Controversies, more happy at Comments, very good in his Characters, better in his Sermons, best of all in his Meditations." / dt.: Er wurde allgemein unser englischer Seneca genannt wegen der Reinheit, Schlichtheit und Fülle seines Stils. Nicht unglücklich in Kontroversen, glücklicher in Kommentaren, sehr gut in seinen Charakteren, besser in seinen Predigten, am besten vor allem in seinen Meditationen.“

Hall schrieb unter verschiedenen Pseudonymen. Seine Werke (Works) wurden in London von Pavier veröffentlicht (1625). Eine neuere zehnbändige Ausgabe seiner Werke:  The works of the Right Reverend Joseph Hall gab der englische Kleriker Philip Wynter (1793–1871) heraus.
Zeitüberdauernde Beachtung haben seine Sammlung von Charakterskizzen, die Characters of Virtues and Vices (1608) gefunden, die – in der Tradition der Charaktere des altgriechischen Philosophen Theophrastos stehend – als ein Vorläufer derjenigen des französischen Schriftstellers La Bruyère gelten. Seine Utopie Mundus alter et idem (An old world and a new) kann als einer der Klassiker der utopischen Literatur betrachtet werden.
Seine Erbauungsbücher wurden im England des 17. Jahrhunderts sehr geschätzt, seine Schriften waren auch von großem Einfluss auf den deutschen Pietismus. Allein in der Bibliotheca Dilherriana beispielsweise waren zehn deutsche Übersetzungen vorhanden.
Sein Traktat The Art of Divine Meditation (zuerst 1606) über die Kunst der Meditation, erschien auch auf Deutsch und war eines der erfolgreichsten englischen Bücher auf dem deutschen Buchmarkt.
Der deutsche reformierte Theologe Heinrich Schmettau hatte in seiner Liegnitzer Zeit drei kleinere Traktate (Drey Tractätlein) von Joseph Hall übersetzt, 1665–1669 ließ er dessen Biblische Gesichter / Oder Betrachtungen der Biblischen Historien, einen umfangreichen Bibelkommentar, folgen. Der Rostocker lutherische Theologe Theophil Großgebauer übersetzte The Olde Religion (London 1628) ins Deutsche (Die Alte Religion).
Auch Bernardus Ancumanus lieferte Übertragungen.

## Werke (Auswahl)
- Holy Observations Lib. I (1607).
- Some few of David’s Psalmes Metaphrased (1609).
- Three Centuries of Meditations and Vowes, Divine and Morall (1606, 1607, 1609).
- The Arte of Divine Meditation (1607).
- Contemplations on the Historical Passages of the Old and New Testaments (1614).
- Heaven upon Earth, or of True Peace and Tranquillitie of Mind (1606).
- Occasional Meditations (1630).
- Henochisme; or a Treatise showing how to walk with God (1639).
- The Devout Soul; or Rules of Heavenly Devotion (1644).
- The Balm of Gilead (1646, 1752).
- Christ Mysticall; or the blessed union of Christ and his Members (1647).
- Susurrium cum Deo (1659).
- The Great Mysterie of Godliness (1650).
- Resolutions and Decisions of Divers Practicall cases of Conscience (1649, 1650, 1654).

verschiedene Ausgaben und Übersetzungen
- Hall, Joseph: Die heutige neue alte Welt = Mundus alter et idem. Mit einem Nachwort und Bibliographie von Heiner Höfener. Hildesheim: Gerstenberg, 1981, Nachdruck der Ausgabe Leipzig 1613 (Klassiker der utopischen Literatur; Bd. 2)
- Hall, Joseph: Contemplations sur l'histoire de l’Ancien Testament. Nouvellement tirees de l’Anglois de M.Ioseph Hall, docteur en theologie, & doyen de Wigorne. Par Theodore Iaquemot. Geneve, Pierre Aubert, 1628. (Eine frühe französische Übersetzung.)
- Hall, Joseph: Nützlicher Gebrauch der Heiligen Schrifft, oder der Christen angebohrnes Recht, in Verwahr- und Nützung derselben. Anfangs in Englischer Sprache beschrieben. Hannover, Frankfurt und Leipzig, Hauenstein 1684
- Hall, Joseph: Nacht – Lieder oder Freude im Creutz. Ins Teutsche übersetzt von H. Koch. Helmstedt und Gardelegen, Lüderwald 1683.
- Hall, Joseph: Friedends – Altar übersetzt von H. Koch. Helmstedt und Gardelegen, Lüderwald 1678
- Joseph Hall: A Common Apologie of the Church of England, Against the Unjust Challenges of the Overjust Sect, Commonly Called Brownists… together with A Serious Disswasive from Poperie Loose Leaf. 1620
- Characters of Virtues and Vices (1608), in: A Book of Characters, herausgegeben von Richard Aldington, London 1924
- Mundus alter et idem (An old world and a new), herausgegeben von H. J. Anderson, London 1908.
- Kenn-Zeichen der Tugend und Laster. G.P. Harsdorffer. Bremen 1696